# Cmus

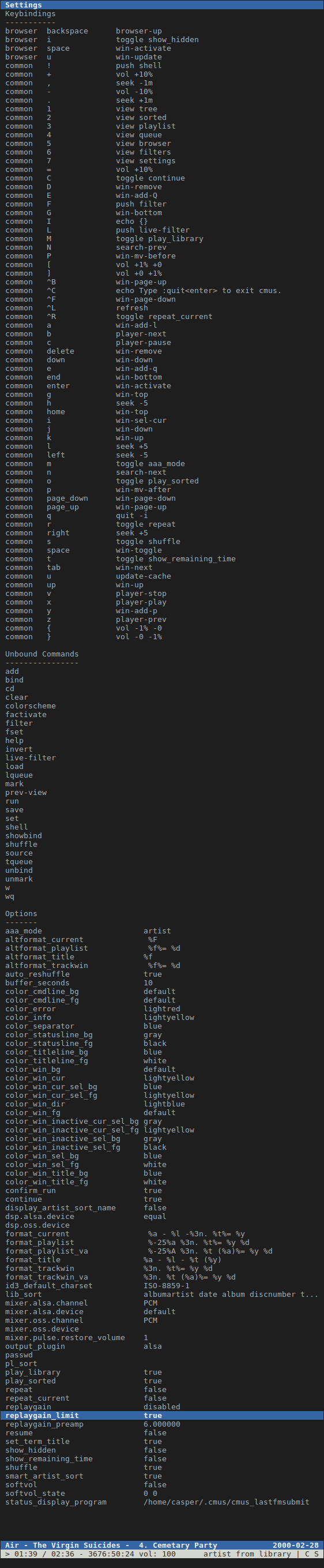
Vy nr 7; inställningar

cmus (C* Music Player), är en resurssnål textbaserad musikspelare för Unixliknande operativsystem. cmus distribueras under licensen GPL-2.0-or-later och styrs via ett textbaserat gränssnitt baserat på ncurses.
cmus är designat att fungera med samma princip som textredigeraren vi, och lämpar sig extra bra för den som redan är bekant med vi eller vim.

## Bakgrund
cmus skrevs ursprungligen av Timo Hirvonen. Runt år 2008 slutade han med utvecklingen, vilket i november samma år resulterade i en fork som gick under namnet "cmus-unofficial". Efter ett års utveckling skickades en förfrågan om att få ta över cmus projektet till SourceForge som ansvarade för publiceringen av cmus webbsida. Efter 90 dagar utan svar från Timo Hirvonen, fick de tillåtelse att slå ihop projekten vilket så även skedde i februari 2010.

## Användargränssnitt
Gränssnittet i cmus är uppdelat i sju olika vyer. Två som sköter om sorteringen av musik, ett med artist/album uppdelning, och ett med en enkel sorterbar lista. En vy spellista, en för kölista, en filhanterare, samt en vy för filtrering och en för inställningar. Endast en vy kan visas åt gången, Som standard nås de olika vyerna i den ordning som nämnts med tangenterna 1-7.
På grund av det terminal-orienterade gränssnittet och kravet på portabilitet, så styrs cmus via tangentbordet. Kommandon är löst inspirerade av texteditorn vi, där mer komplexa kommandon aktiveras genom att börja skriva ett kolon (:) för att starta exläge. Enklare och mer vardagliga funktioner är bundna direkt till tangenter i kommandoläget som är aktivt som standard.
Sökning börjar med "/" till exempel "/The Cardigans".

### Exempel på kommandon i exläge
| :add /sökväg/till/musikmapp/ | Lägger till en musikmapp till programmet.                                                                                       |
| :clear                       | Rensa spellistan |
| :q                           | Avsluta |
| :set color_win_bg "nummer"   | Ändra bakgrundsfärg, "nummer" är en siffra mellan -1 och - 255, där -1 är standardfärg för temat eller terminalen man använder. |

### Urval av tangentbords kommandon
| b | Spela nästa låt          |
| c | Pausa spelaren           |
| x | Starta uppspelning       |
| z | Spela upp föregående låt |
| v | Stoppa uppspelning       |

## Grundläggande funktioner
- Stöd för många ljudformat, inklusive: Ogg Vorbis, MP3, FLAC, Musepack, WavPack, Wav, MPEG-4/AAC, ALAC, WMA, APE, TTA, SHN och MOD.
- Omedelbar uppstart, även med tusentals låtar som annars kan ta tid för många musikspelare att läsa in.
- Använder ljudsystemen: PulseAudio, ALSA, OSS, RoarAudio, libao, aRts, Sun, och WaveOut (Windows)
- Oavbruten uppspelning.
- ReplayGain support.
- MP3 och Ogg streaming (SHOUTcast/Icecast).
- Kraftfulla musik bibliotek filter / live filtrering.
- Uppspelningskö
- Anpassningsbara färger och ställbara tangentbindningar.
- Vi liknande sökning och kommandoläge med tabulatorexpansion.
- Fjärrkontrollerbart genom programmet cmus-remote, (UNIX socket eller TCP/IP)
- Känt för att fungera på många Unix-liknande system, inklusive GNU/Linux, OS X, FreeBSD, NetBSD, OpenBSD och Cygwin i Microsoft Windows.